# Distretto di Markazi Bihsud
Il distretto di Markazi Bihsud è un distretto dell'Afghanistan appartenente alla provincia del Vardak.